# NGC 603
NGC 603 este un grup de trei stele situat în constelația Triunghiul. A fost înregistart în 16 noiembrie 1850 de către Bindon Blood Stoney.